# Zoma taiwanica
Espèce
Synonymes
- Theridiosoma taiwanica Zhang, Zhu & Tso, 2006

Zoma taiwanica est une espèce d'araignées aranéomorphes de la famille des Theridiosomatidae.

## Distribution
Cette espèce est endémique de Taïwan.

## Description
Le mâle holotype mesure 1,53 mm et la femelle paratype 2,00 mm.

## Systématique et taxinomie
Cette espèce a été décrite sous le protonyme Theridiosoma taiwanica par Zhang, Zhu et Tso en 2006. Elle est placée dans le genre Zoma par Ballarin, Yamasaki et Su en 2021.

## Étymologie
Son nom d'espèce lui a été donné en référence au lieu de sa découverte, Taïwan.

## Publication originale
- Zhang, Zhu & Tso, 2006 : « First record of the family Theridiosomatidae from Taiwan, with description of a new species (Arachnida: Araneae). » Bulletin of the British Arachnological Society, vol. 13, p. 265-266.